# Roland Culver
Roland Joseph Culver, OBE (Highgate, Londres, Inglaterra, 31 de agosto de 1900 - 1 de marzo de 1984, Henley-on-Thames, Oxfordshire, Inglaterra) fue un actor de cine, teatro y televisión británico. Culver escribió la obra A River Breezer y su autobiografía Not Quite a Gentleman.

## Filmografía parcial
- Love on Wheels (1932)
- C.O.D. (1932)
- Puppets of Fate (1933)
- Night Train to Munich (1940)
- Perfect Strangers (1945)
- The Magic Christian (1969)
- The Rise and Rise of Michael Rimmer (1970)
- The Legend of Hell House (1973)
- The Mackintosh Man (1973)
- 'The Greek Tycoon (1978)
- Rough Cut (1980)
- The Missionary (1982)